# Flying Dog Brewery
Flying Dog Brewery är ett amerikanskt ölbryggeri numera beläget i Frederick, Maryland, United States. Ägare är George Stranahan, Jim Caruso och Lydia McIntyre.           

## Historik
Verksamheten startade i Aspen, Colorado 1990 som ett  mikrobryggeri med pub. Det blev det första bryggeri som öppnade i Aspen på över 100 år och ett av de första mikrobryggerierna i Klippiga bergen.  1991 tappades Flying Dogs “Doggie Style” på flaska och tog hem “The Best Pale ale in America” utmärkelsen vid Great American Beer Festival. 
Flying Dog ölens goda rykte växte snabbt och efterfrågan översteg snart mikrobryggeriets kapacitet. Så 1994 öppnade Flying Dog ett 50-fats bryggeri i Denver, Colorado, från vilket dess ale-sorter distribuerades till fler än 45 amerikanska stater.  
I maj 2006 förvärvade Flying Dog Wild Goose märket, när de köpte Frederick Brewing Company i Frederick, Maryland. I januari 2008 rullade de sista flaskorna från Denver-linan och all produktion flyttades till anläggningen i Maryland. Huvudkontoret blev dock kvar i Denver.